# 羅群島
64°17′S 63°0′W / 64.283°S 63.000°W

羅群島（Rho Islands），是南極洲的群島，位於拉姆達島以北，屬於帕默群島中梅爾基奧群島的一部分，在1946年被繪入阿根廷地圖，現時由南極條約體系管理。